# Sportovní Klub Slavia Praha 1998-1999
Questa voce raccoglie le informazioni riguardanti lo Sportovní Klub Slavia Praha nelle competizioni ufficiali della stagione 1998-1999.

## Stagione
Hřebík è chiamato alla guida della società: in campionato si afferma nuovamente lo Sparta Praga e anche il Teplice a fine stagione riesce a scavalcare i praghesi in classifica. Lo Slavia vince la Coppa nazionale, portandosi a casa per la seconda volta il trofeo dopo aver eliminato Sl. Pardubice (0-6), Střížkov (0-2), Most (0-2), Football Club Baník Ostrava (2-2, 3-0 ai rigori), Sparta Praga (0-1) e Slovan Liberec (1-0).
In Coppa UEFA i cechi escludono l'Inter Bratislava (4-2) e lo Schalke 04 (1-1, 5-4 ai rigori), ma si arrendono contro il Bologna (4-1).

## Calciomercato
Vengono ceduti Ašanin (al Borussia Mönchengladbach per 250000 €), Lasota (Reggiana), David (FK Arsenal Česká Lípa), nell'agosto 1998 Vácha (Tirol Innsbruck) e nel gennaio 1999 Stejskal (Viktoria Žižkov), Kučera (Viktoria Žižkov) e Koller (Bohemians Praga).
Vengono acquistati Hyský (Boby Brno), Dostálek (Boby Brno), Hrubina (Football Club Baník Horná Nitra) e Skala (Viktoria Plzen).

## Rosa
| N. |                                 | Ruolo | Calciatore      |
| -- | ------------------------------- | ----- | --------------- |
| 1  | Rep. Ceca (bandiera)            | P     | Radek Černý     |
| 20 | Rep. Ceca (bandiera)            | P     | Michal Václavík |
| 27 | Rep. Ceca (bandiera)            | D     | Martin Hyský    |
| 3  | Rep. Ceca (bandiera)            | D     | Luboš Kozel     |
| 2  | Rep. Ceca (bandiera)            | D     | Jiří Lerch      |
| 14 | Bosnia ed Erzegovina (bandiera) | D     | Samir Pinjo     |
| 17 | Rep. Ceca (bandiera)            | D     | Adam Petrouš    |
| 5  | Slovacchia (bandiera)           | D     | Vladimír Labant |
| 6  | Rep. Ceca (bandiera)            | D     | Petr Vlček      |

| N. |                       | Ruolo | Calciatore       |
| -- | --------------------- | ----- | ---------------- |
| 8  | Rep. Ceca (bandiera)  | C     | Richard Dostálek |
| 10 | Rep. Ceca (bandiera)  | C     | Pavel Horváth    |
| 23 | Slovacchia (bandiera) | C     | Peter Hrubina    |
| 18 | Rep. Ceca (bandiera)  | C     | Jiří Skala       |
| 9  | Rep. Ceca (bandiera)  | C     | Radek Krejčík    |
| 29 | Rep. Ceca (bandiera)  | C     | Tomáš Kuchař     |
| 7  | Rep. Ceca (bandiera)  | C     | Ivo Ulich        |
| 11 | Rep. Ceca (bandiera)  | A     | Robert Vágner    |